# Hypsibius allisoni
Hypsibius allisoni är en djurart som tillhör fylumet trögkrypare, och som beskrevs av Horning, Schuster och Albert A. Grigarick 1978. Hypsibius allisoni ingår i släktet Hypsibius och familjen Hypsibiidae. Inga underarter finns listade i Catalogue of Life.